# Marilyn Miller
Marilyn Miller (Evansville, 1 de setembro de 1898 — Nova Iorque, 7 de abril de 1936) foi uma dançarina e atriz estadunidense.

## Na cultura popular
- A atriz Judy Garland já interpretou Marilyn Miller no filme de 1946, Quando as Nuvens Passam produzido pela MGM, além do personagem de Sally Manners em Ziegfeld - O criador de estrelas também ser baseado nela.
- Marilyn Miller foi interpretada pela atriz June Haver no filme Look for the Silver Lining de 1949.
- Aconselhada pelo seu agente Ben Lyon, Norma Jeane Mortenson adotou o nome artístico de Marilyn Monroe (o sobrenome Monroe por ser o da família de sua mãe) em lembrança de Marilyn Miller, uma das atrizes prediletas de Lyon.[2]